# Odoú
Odoú (grec moderne : Οδού) est un village de Chypre situé dans le district de Lárnaca et comptant plus de 213 habitants.